# Zhang Xiang Wu
Zhang Xiang Wu (1873-1959) (romanización de 張驤伍) fue un deportista chino.

## Vida
Nacido en Hebei, fue vicedecano en la Academia de Artes Marciales Nacional Nanjing a cargo de la educación y el desarrollo. Lamentablemente, no existen fotografías en la red sobre este General, el cual mucho contribuyó en la enseñanza y expansión de las Artes Marciales Chinas.
jps

## Relevancia
Zhang Xiang Wu y Huo Dian Ge (finales de la Dinastía Ming), eran instructores de artes marciales personales del Último Emperador Pu Yi ambos orgullosos discípulos del respetado LiShuWen 李书文 llamado "la lanza de Dios".

## Conocimientos Marciales
Aprendió la forma 103 de Taijiquan de Junshan Wu que Yang Luchan que había transmitido.
Su habilidad en el empuje manos era sorprendente. Hubo un momento en que un practicante de Taijiquan de Xi'an con muy buen habilidades en empuje de manos vino de visita mencionando su deseo de poner a prueba el Kung-fu de Zhang. Ambos levantaron sus manos y el General Zhang se coloca en posición mapu, cerrando sus ojos y esperando por el desplazamiento del contrincante. El practicante de visita fue a responder con un grito !Ah¡ pero antes de que él hiciesee algo ya Zhang estaba volteando hacia él, ¿qué haces? y lo impulso al otro lado de la habitación y fue a aterrizar directo al piso.
La superlativa habilidad en la Espada Wudang de Zhang Xiangwu fue el resultado de la instrucción directa de  (enlace roto disponible en Internet Archive; véase el historial, la primera versión y la última). Song Weiyi 宋唯一. Se menciona que fue capaz de lograr hacer de la espada una verdadera extensión de su cuerpo.
Su desempeño en Bagua fue profundo también.

## Anécdotas
- Una vez, El General XiangZhang Wu lleva las tropas al campo a buscar y eliminar rebeldes en el país, cerca del municipio de la colina verde, hace un desvío especialmente para visitar al profesor GongBaoTian 宮寶田]] y al pequeño aprendiz compañero menor. En aquel momento el gobierno nacionalista prohibió a gente del tener armas de fuego privados. Pero de hecho, en esas épocas turbulentas, si la gente no hubiera poseído las armas de fuego, ellas no habrían podido protegerse. Tan había de hecho muchos armas de fuego en la aldea de Qingshan. Los aldeanos vecinos odiaban a Qingshan, así que dijeron a comandante de la provincia de Shandong del gobierno nacionalista en el jefe, general Zhang Xiangwu, que había armas de fuego ocultas en Qingshan. Obligaron a general Zhang a tomar la acción, así que él envió a soldados para rodear Qingshan y pidió que le entregaran las armas. Por supuesto la gente de Qingshan no las dio, pero ellos no deseaba un choque con las tropas del gobierno. Pidieron a GongBaoTian 宮寶田 para que manejara el problema. Baotian salió tranquilamente de la aldea. Había un río pequeño entre Qingshan y las tropas. GongBaoTian 宮寶田 caminó al banco del río y no paró - nadie podría creer lo que veían sus ojos. Baotian caminó a través del río y fue hasta que Zhang Xiang wu que se sentaba en su caballo. Zhang Xiangwu desmontó y charló apresuradamente con GongBaoTian 宮寶田, llamándolo “Maestro mayor”. Entonces convinieron que la gente de Qingshan entregaría algunos viejos armas para solventar la materia. Luego, Zhang Xiangwu invitó a GongBaoTian 宮寶田 para fumar una pipa de opio y para cenar.

## Herencia
El General Zhang Xiangwu, recomendó al Maestro Liu Yun Qiao 刘云樵 a viajar a un pueblo lejano para aprender Baguazhang el arte creado por Dong Hai Chuan 董海川 (1797-1882) de manos del nieto en las artes marciales GongBaoTian 宮寶田 (1871-1943).
Se decía que era alto con una robusta estatura y su elasticidad era como una golondrina sumergiéndose en el agua, al igual que una madera flotando en el agua, era tan elegante como si estuviese en un banquete formal.
Su ejemplo es uno que merece la emulación de las generaciones futuras para el estudio y
posterior desarrollo.